# Sericoptera peruvianaria
Sericoptera peruvianaria là một loài bướm đêm trong họ Geometridae.